# Calibre 4,5 mm
El calibre 4,5 mm (.177 in) es el menor tamaño de municiones utilizadas en armas de aire comprimido y CO2, y es el calibre generalmente aceptado para la competencia formal de tiro. A veces también se utiliza para la caza a pequeña escala, y en la competencia de campo de tiro, donde compite con fusiles de aire comprimido calibre .20 (5 mm) y calibre .22 (5,5 mm). En comparación con un balín esférico calibre 5,5 mm, los diábolos de 4,5 mm (.177) viajan más rápido y en una trayectoria más plana. Esta es la razón de que se utilice en las competiciones de disparo. En la caza, las municiones de este calibre a menudo se les considera inferiores a los diábolos, postas y balines de 5,5 mm, ya que es más pequeño por lo tanto causan menos daño por impacto. Sin embargo, con el uso de diábolos más pesados tales como el Magnum Bisley, el 4,5 mm puede convertirse en un muy eficaz diábolo de caza.

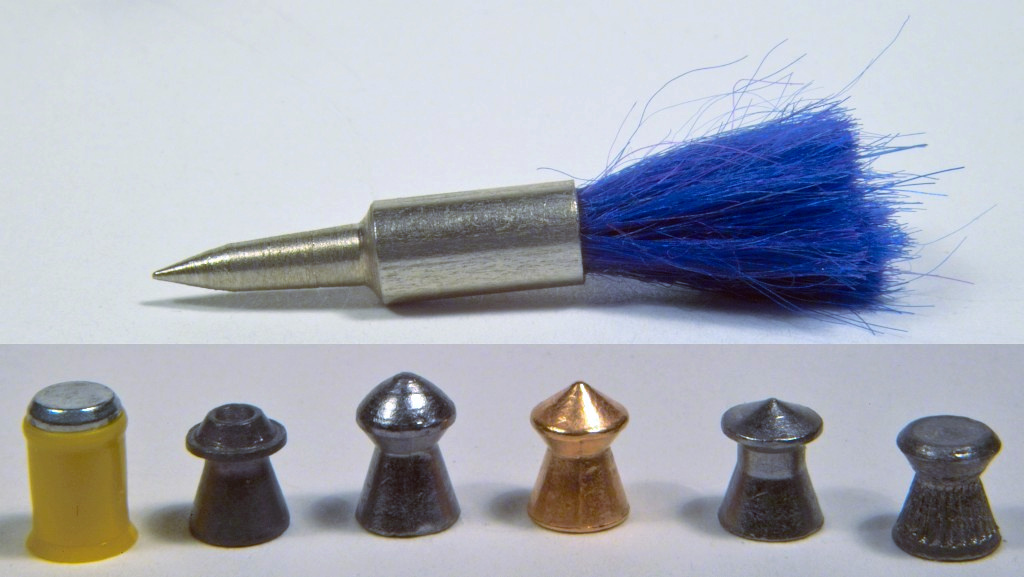
diábolos y dardo calibre 4.5 mm

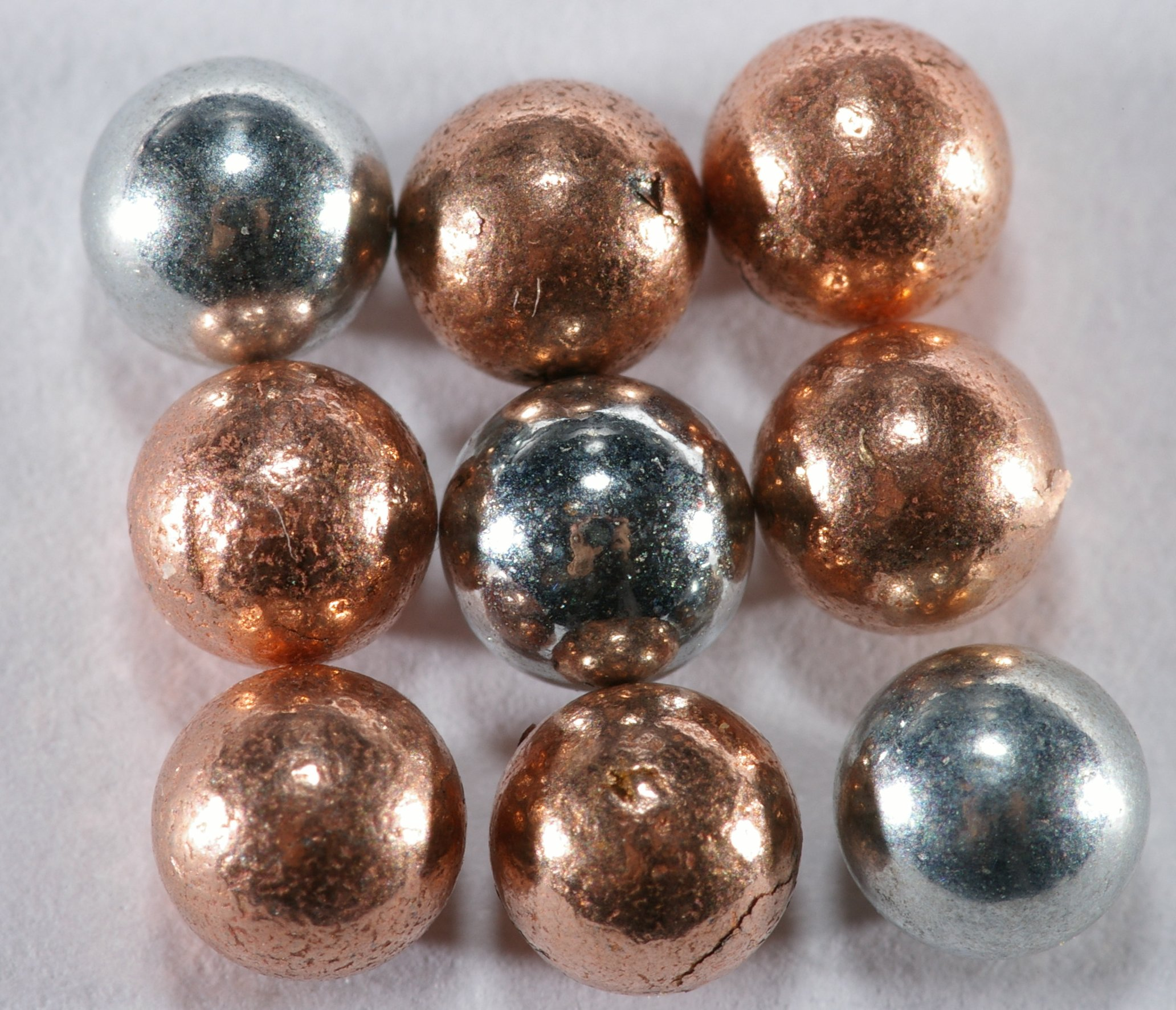
Postas (Bb's) de acero niqueladas

## Variantes
- Posta Es simplemente una esfera de acero o plomo, es usada por muchos fusiles de muelle, también es llamada BB, perdigón o "bolita"
- Diábolo punteado Diábolo diseñado para generar penetración, también se le llama diábolo de punta y en inglés se le llama pointed pellet.
- Diábolo de punta plana Su diseño genera una mayor energía de impacto, también se conoce como diábolo chato y en inglés se conoce como flat pellet.
- Diábolo de punta hueca Bala de punta hueca, su diseño genera aún más penetración que el de punta plana, algunos piensan que su diseño los hace expansivos, pero esto no está comprobado, en inglés se conoce como hollow point pellet.
- Diábolo Explosivo/Expansivo o Dum Dum Su diseño versátil produce una ligera explosión y produce más daño al objetivo cuando impacta, ya que está relleno de pólvora sin humo y sellado con cera. Se recomienda dar con estos diábolos a blancos no más de 10 metros de distancia.
- Diábolo de punta redonda Su diseño combina un poco de penetración más un poco de alta energía de impacto.
- Diábolo con punta en hueco Su diseño es el más revolucionario, alta penetración, más una gran energía de impacto, la firma Crosman lo distribuye como "Destroyer".[2]

Algunas pistolas de aire están diseñadas para aceptar diábolos y postas calibre 4,5 mm de manera intercambiable.

### Especificaciones
| Mendoza MA-4.5                       | Posta/BB                     | 4,93  | 0,319 |                                                                                                 |                           |               |      |      |                         |
| Mendoza DPM-4.5 Magnum               | Diábolo de punta             | 8     | 0,518 |                                                                                                 |                           |               |      |      |                         |
| Mendoza DPEX-4.5 2000 Express        | Diábolo de punta hueca       | 8     | 0,518 |                                                                                                 |                           |               |      |      |                         |
| Cabañas/Marksman .177                | Diábolo de punta redonda     | 5,0   | 0,323 | Punta de acero y cuerpo plástico de color amarillo                                              |                           |               |      |      |                         |
| Cabañas/Marksman .187                | Diábolo de punta redonda     | 5,4   | 0,349 | Calibre 4,7 mm (.187"), punta de acero y cuerpo plástico color rojo                             |                           |               |      |      |                         |
| Crosman Copperhead BBs               | Posta/BB                     | 5,23  | 0,338 |                                                                                                 |                           |               |      |      |                         |
| Crosman Domed Premier Pellets        | Diábolo de punta redonda     | 7,9   | 0,511 |                                                                                                 |                           |               |      |      |                         |
| Crosman Wadcutter Pellet             | Diábolo chato                | 7,4   | 0,479 |                                                                                                 |                           |               |      |      |                         |
| Crosman Destroyer                    | Diábolo con punta en hueco   | 7,9   | 0,511 |                                                                                                 |                           |               |      |      |                         |
| Crosman Fast Flight Penetrators      | Diábolo de punta             | 5,4   | 0,349 | Punta de plomo, cuerpo bantam (sin cintura) de plástico naranja                                 |                           |               |      |      |                         |
| Crosman Gold Flight Penetrators      | diábolo de punta             | 8,5   | 0,55  | Punta de plomo, mayor longitud que el Fast Flight y cuerpo plástico bantam de color ocre/dorado |                           |               |      |      |                         |
| Crosman Premier Hollow Point Pellets | Diábolo de punta hueca       | 7,9   | 0,511 |                                                                                                 |                           |               |      |      |                         |
| Crosman Premier Super Match Pellets  | Diábolo chato                | 7,9   | 0,511 |                                                                                                 |                           |               |      |      |                         |
| Crosman Premier Super Point Pellets  | Diábolo de punta             | 7,9   | 0,511 |                                                                                                 |                           |               |      |      |                         |
| Crosman Pointed Pellets              | Diábolo de punta             | 7,4   | 0,479 |                                                                                                 |                           |               |      |      |                         |
| Diana Match                          | Diábolo Chato                | 8,18  | 0,53  |                                                                                                 |                           |               |      |      |                         |
| Diana Magnum                         | Diábolo de punta redonda     | 8,64  | 0,56  |                                                                                                 |                           |               |      |      |                         |
| Diana Magnum Green                   | Diábolo de punta redonda     | 5,56  | 0,36  |                                                                                                 |                           |               |      |      |                         |
| Gamo Lethal                          | Diábolo de punta plana       | 5,55  | 0,36  | Punta simétrica de acero y falda larga                                                          |                           |               |      |      |                         |
| Gamo Round                           | Posta/BB                     | 8,18  | 0,53  | De plomo                                                                                        |                           |               |      |      |                         |
| Gamo Bolas BB                        | Posta/BB                     | 5,55  | 0,36  | De acero teflonado, calibre 4,4 mm                                                              |                           |               |      |      |                         |
| Gamo Pro Match                       | Diábolo chato                | 7,56  | 0,49  |                                                                                                 |                           |               |      |      |                         |
| Gamo Pro Magnum                      | Diábolo de punta             | 7,56  | 0,49  |                                                                                                 |                           |               |      |      |                         |
| Gamo Pro Hunter                      | Diábolo de punta redonda     | 7,56  | 0,49  |                                                                                                 |                           |               |      |      |                         |
| Gamo Rocket                          | Diábolo de punta redonda     | 9,568 | 0,62  | Punta esférica de acero                                                                         |                           |               |      |      |                         |
| Gamo PBA Platunum                    | Diábolo de punta redonda     | 5,09  | 0,33  | Sin plomo                                                                                       |                           |               |      |      |                         |
| Gamo PBA Raptor                      | Diábolo de punta redonda     | 5,09  | 0,33  | Sin plomo, color dorado                                                                         |                           |               |      |      |                         |
| Gamo PBA Armor                       | Diábolo de punta redonda     | 6,79  | 0,44  | Punta de esfera de acero, similar al Gamo Rocket pero sin plomo.                                |                           |               |      |      |                         |
| Gamo PBA Bullet                      | Diábolo de punta semiredonda | 6,94  | 0,45  | Sin plomo y cobreado similar al encamisado o Full Metal Jacket                                  |                           |               |      |      |                         |
| Gamo Hunter                          | Diábolo de punta redonda     | 7,56  | 0,49  |                                                                                                 |                           |               |      |      |                         |
| Gamo Magnum                          | Diábolo de punta             | 7,56  | 0,49  |                                                                                                 |                           |               |      |      |                         |
| Gamo Expander                        | Diábolo con punta en hueco   | 7,56  | 0,49  |                                                                                                 |                           |               |      |      |                         |
| Gamo Match                           | Diábolo chato                | 7,56  | 0,49  |                                                                                                 |                           |               |      |      |                         |
| BSA Interceptor                      | Diábolo de punta hueca       | 7,87  | 0,51  | Aleación de aluminio                                                                            |                           |               |      |      |                         |
| BSA Storm                            | Diábolo de punta semiredonda | 7,87  | 0,51  | Aleación de aluminio                                                                            |                           |               |      |      |                         |
| BSA Elite                            | Diábolo de punta redonda     | 7,87  | 0,51  | Aleación de aluminio                                                                            |                           |               |      |      |                         |
| RWS Super H Point                    | Diábolo de punta hueca       | 6,94  | 0,45  |                                                                                                 |                           |               |      |      |                         |
| RWS Superdome                        | Diábolo de punta redonda     | 8,33  | 0,54  |                                                                                                 |                           |               |      |      |                         |
| RWS R-10 Match Carabina              | Diábolo chato                | 8,18  | 0,53  |                                                                                                 |                           |               |      |      |                         |
| RWS R-10 Match Pistola               | Diábolo Chato                | 6,94  | 0,45  |                                                                                                 | RWS Meisterkugeln Pistola | Diábolo chato | 6,94 | 0,45 | Calibre 4,49 mm (.176") |
| RWS Meisterkugeln                    | Diábolo chato                | 8,18  | 0,53  |                                                                                                 |                           |               |      |      |                         |
| RWS Super Point Extra                | Diábolo de punta             | 8,18  | 0,53  |                                                                                                 |                           |               |      |      |                         |
| Hatsan Pointed Head Pellets          | Diábolo de punta             | 8,41  | 0,545 |                                                                                                 |                           |               |      |      |                         |

## Calibre 4,37 mm (.17)
El calibre 4,37 mm (.17, en realidad 0.172 pulgadas) es la bala de calibre más pequeño que está ampliamente disponible para el uso en armas de fuego, tanto en cartuchos de percusión anular (.17 HMR) como de percusión central (0.17 Remington).